# Littérature en francique lorrain
Ne doit pas être confondu avec Bibliographie sur le francique lorrain.
La littérature en francique lorrain est l'ensemble du corpus littéraire composé en francique lorrain, appellation qui désigne l'ensemble des dialectes franciques traditionnellement présents en Lorraine.

## Textes anciens
- les romans de chevalerie d'Elisabeth de Lorraine, comtesse de Nassau-Sarrebruck, sont un témoignage linguistique d'une transition entre le francique rhénan et les premiers pas de l'allemand moderne. (Elisabeth utilise en particulier « pherde » pour « chevaux » comme encore en francique rhénan).

## XIXe–XXIesiècle

### Divers
- Witzbùùch : florilège de blagues : schbass mùss sinn, Gau un Griis, 2012 (OCLC 843368872)
- Hervé Atamaniuk, Günter Scholdt, Von Bitche nach Thionville : Lothringische Mundartdichtung der Gegenwart, 2016  (ISBN 978-3-86110-593-0)
- Loac et Antoine Séguin, Hugues le loup : nooch Erckmann-Chatrian in Pfàlzburjer Dialekt verfàasst, 2000  (ISBN 2-913162-03-7)
- Hélène Nicklaus, Platt Geschichde m'em Saargeminer Kalenner vom Stadt un Lond 2005 : recueil de tranches de Platt, Ateliers du Platt (lire en ligne)
- Jenny Quartesan-Rosenberger, Geschichte von doomols un heit in Platt iwwersetz in fronzesch, Die Furbacher, 2012 (lire en ligne)
- Die FURBACHER, Expressions imagées de Moselle francique et de Forbach en particulier, 2005 (lire en ligne)
- Die Furbacher, Vers, proses et contines en PLATT - Gedicht, geschwaetz't un gesung in PLATT, 2007 (lire en ligne)
- Edgard Bund, Gedischde inn platt unn aquarelle, Gau un Griis, 2011  (ISBN 2953715738)

### Prose
La prose de la Lorraine francique recourt la plupart du temps à l'allemand standard pour sa forme écrite : à l'exception notable des contes qui sont transcrits en respectant au plus près la forme orale.
- Louis Pinck (1873-1940), et Angelika Merkelbach-Pinck collecteurs de chants, de contes et de traditions de Lorraine en allemand standard et en francique lorrain
- Edmond Gundermann, du pays de Bitche, écrit des « histoires courtes » en francique rhénan de Lorraine[1].
- Marianne Haas-Heckel, de Sarreguemines (Lorraine), a traduit en francique rhénan Le Petit Prince d'Antoine de Saint-Exupéry[2]. Ainsi que, sous le titre « De Lothringer Struwwelpeter », les histoires pour enfants de Heinrich Hoffmann (1804-1894)[2]
- Jean-Louis Kieffer,  poète du pays de Bouzonville (en francique mosellan), a écrit, entre autres : Der Opa un sein Schinken un noch anner Verzehlcher (éd. Gau un Griis)[3] ; De Nittnix un anner Zälcher, contes en francique mosellan, écrit avec Édith Montelle, éditions Serpenoise, Metz, 1994[4]
- De Geiss vom Mossiö Seguin / La chèvre de Monsieur Seguin : la fable d'Alphonse Daudet traduite en francique rhénan de Lorraine par Lucien Schmitthäusler[5]
- Annette Philipp, a écrit : Missi, die klèèn Prinzessin, A gònzes Joahr im Elise sinn Gaade, ‘s Elodie unn de Balthazar[6].

### Poésie
- Sur le site le l'association lorraine Gau un Griis on peut écouter des poètes d'expression francique lorraine, dans la rubrique Lauschterecken[7].
- Raymond Colling (-) fables en francique rhénan de Lorraine[8], dont Fables de La Fontaine in Platt us’m Bitcherland, 1987 (OCLC 809132072)
- Jeanne Müller-Quévy (1920-2008), francique rhénan de Lorraine[9],[10]
- Victor Ast et Henri Heim, poètes de Hottviller[11]
- Peter Michels, Der Brunnen Gottes : Lothringische Gedichte, 1959 (OCLC 214937070)

### Chanson
La chanson d'expression francique est un phénomène qui s'est développé après mai 1968 dans d'autres genres que le folklore :
- L'ensemble des chansons récoltées par Louis Pinck[12], dont O, ich armer Lothringer Bur
- CD récits chansons en dialecte, collecte d'enregistrements audio effectuée par l'association CBL-ZuZ (voir en ligne)
- « Récits, chansons et poèmes franciques », un ouvrage de Daniel Laumesfeld aux éditions L'Harmattan, Paris,  (ISBN 2-7475-8302-3)
- Déi Vum Museldall[13], ancien groupe musical en lien avec l'association Hemechtsland a Sprooch.
- D'Lichtbéble[14]
- Die Franzosen[14]
- Elvis Stengel, poète et chanteur[14]
- Geeschtemat ?, groupe folk-rock des années 1980. Composé de Daniel Laumesfeld et Jo Nousse[15].
- Jean-Louis Kieffer, Suzanne Wachs, Gérard Carau, Lothringer Stémmen : Voix lorraines franciques, à lire et à écouter, Gau un Griis, 2010  (ISBN 9782953715712)
- Jo Nousse (1958-), en francique luxembourgeois de Lorraine chante avec Manfred Pohlmann dans le groupe Mannijo
- Kaynoma[16]
- Kinder wie die Biller, s' ganze Johr ! : Gute freche Lieder, Texte unn Spiele, uf Lothringer Platt unn Deitsch rund um die Johreszitte in Lothringen, 1997 (OCLC 932393872)
- Marcel Adam (1951-), en francique rhénan de Lorraine
- Marc Rimlinger[17],[14], en francique rhénan de Lorraine
- Schaukelperd[14],[18], groupe du bassin houiller lorrain, chansons traditionnelles et pour enfants
- Zottl Kéniche[19]
- Article de Marielle Rispail : Le francique en Lorraine : quand les chansons créent le contact entre les langues[20]

### Théâtre
En Lorraine, le théâtre d'expression francique est animé par des troupes d'amateurs. Un des thèmes favoris est la caricature de la vie villageoise. Il existe également des traductions de l'Avare et du Malade imaginaire de Molière.
- Concordia, troupe de Falck[21]
- S'Fresche Theater[22], une troupe de Lambach
- Les Compagnons de la scène[23], de Henridorff, ont présenté en 2006 « Ufem Land gibt's allerhand »
- S'Groupement vum Dialekttheater[24], théâtre d'Alsace et de Moselle : programme et adresses des troupes
- Le Républicain lorrain, journal quotidien : donne les dates des représentations
- Alphonse Walter a traduit en francique rhénan du pays de Bitche des textes de l'auteur allemand Karl Valentin. Il a intitulé cette série de sketches « S'Beschde vum Karl Valentin »[25]. Il a également traduit « les Méfaits du tabac » d'Anton Tchekhov : « die Schädlichkeit vom Duwack ». Il est l'auteur de « Venedich », les mésaventures d'une famille du Bitscherland en voyage à Venise
- Das Lothringer Theater (le Théâtre lorrain) est une troupe du pays de Bitche[26]. A présenté en 2006 « die Schädlichkeit vom Duwack » et « Venedich », en 2005 une traduction de l'Avare de Molière, en 2007 « S'Beschde vum Karl Valentin »
- Saargeminer Platt Theater, une troupe de Sarreguemines[26]. A présenté en 2006 « Unsere Fraue streike », une comédie en trois actes
- Schwätze Platt, une troupe d'Altviller[27], a présenté en 2006 : Im Spital, Zwo Dotchamänna, S'Knikisch Lisbeth
- Joseph Feisthauer, auteur de publications théâtrales[28] et d'adaptations de Molière et de Kleist

### Chroniques
- Chroniques en Platt d'Hélène Nicklaus parues dans Le Républicain Lorrain (voir en ligne)
- Marianne Haas-Heckel, Les pieds dans le Platt : s'Saargemìnner Wùcheblatt  (ISBN 9782901266358)
- Robert Doegé, 2000 Jahre Sarregueminner Geschichte : Chronique populaire en dialecte Sarregueminois, Pierron, 1979 (OCLC 174231696)

### Revues
- Hemechtsland a Sprooch, revue publiée par l'association du même nom (OCLC 474140832)
- Hott a Mar, idem (OCLC 85132688)
- Paraple, revue semestrielle trilingue platt-allemand-français, publiée par l'association lorraine Gau un Griis (OCLC 314364351)
- Kumpel, le journal de l'association Bei uns dahem
- Gewan, la revue de l'association Wéi laang nach? (OCLC 473104255)
- Passerelles : revue d'études interculturelles  (OCLC 29805444), Certains de ses numéros comportent des articles sur le francique